# Cipó
Cipó is een gemeente in de Braziliaanse deelstaat Bahia. De gemeente telt 15.758 inwoners (schatting 2009).

## Aangrenzende gemeenten
De gemeente grenst aan Itapicuru, Nova Soure, Ribeira do Amparo en Tucano.